# Penne (pâtes)
Pour les articles homonymes, voir Penne.
 (novembre 2024).
Si vous disposez d'ouvrages ou d'articles de référence ou si vous connaissez des sites web de qualité traitant du thème abordé ici, merci de compléter l'article en donnant les références utiles à sa vérifiabilité et en les liant à la section « Notes et références ».
En cuisine italienne, les penne sont des pâtes alimentaires en forme de tubes aux extrémités biseautées. 

## Étymologie
En italien, penna (plur. penne) signifie plume. Le nom se réfère probablement aux plumes d'oie utilisées pour écrire une fois leur extrémité biseautée[réf. souhaitée].

## Description
Les penne peuvent être lisses (penne lisce) ou striées (penne rigate). Leur longueur (environ 50 mm) équivaut traditionnellement à cinq fois leur diamètre (environ 10 mm)[réf. souhaitée].

## Utilisation
Il s'agit d'un type de pâte extrêmement populaire en Italie[réf. souhaitée].
Leur forme est particulièrement bien adaptée aux sauces courtes et consistantes, avec des morceaux de viande ou de légume, qui peuvent se loger à l'intérieur du tube. Un des accompagnements les plus courants des penne est la sauce arrabbiata (en italien : sugo all'arrabbiata, littéralement « sauce en colère », ou « sauce enragée »), une sauce tomate pimentée[réf. souhaitée].